# Parroy
Parroy – miejscowość i gmina we Francji, w regionie Grand Est, w departamencie Meurthe i Mozela.
Według danych na rok 1990 gminę zamieszkiwało 190 osób, a gęstość zaludnienia wynosiła 11 osób/km² (wśród 2335 gmin Lotaryngii Parroy plasuje się na 855. miejscu pod względem liczby ludności, natomiast pod względem powierzchni na miejscu 257.).